# Campylotropis luhitensis
Campylotropis luhitensis är en ärtväxtart som beskrevs av Hiroyoshi Ohashi. Campylotropis luhitensis ingår i släktet Campylotropis och familjen ärtväxter. Inga underarter finns listade i Catalogue of Life.